# Іванковська сільська рада (Альменєвський район)
Іва́нковська сільська рада (рос. Иванковский сельский совет) — сільське поселення у складі Альменєвського району Курганської області Росії.
Адміністративний центр — село Іванково.
Населення сільського поселення становить 260 осіб (2017; 382 у 2010, 550 у 2002).

## Склад
До складу сільського поселення входять:
| Населений пункт    | Населення, осіб (2002) | Населення, осіб (2010) |
| ------------------ | ---------------------- | ---------------------- |
| Іванково, село     | 313                    | 260                    |
| Ковильне, присілок | 97                     | 27                     |
| Тузово, присілок   | 140                    | 95                     |